# AI: The Somnium Files
AI: The Somnium Files (яп. AI：ソムニウム ファイル, кириліз.: Ай: Сомунюму Фаіру, досл. «Ай: Файли снів») — пригодницька відеогра в жанрі візуальної новели, випущена у 2019 році компанією Spike Chunsoft, яка також виступила її розробником. Дія відбувається у близькому майбутньому в Токіо. Сюжет зосереджений на Канаме Дате, детективі, що розслідує серію вбивств, проникаючи у спогади підозрюваних для отримання інформації. Ігровий процес поділений на два етапи: сегменти візуальної новели від першої особи та дослідження від третьої особи. Розвиток сюжету відбувається за розгалуженою структурою, що призводить до кількох кінцівок залежно від вибору гравця.
Автором сценарію та режисером виступив творець серії Zero Escape Котаро Учікоші. На відміну від попередніх робіт, він прагнув залучити ширшу аудиторію, орієнтуючись на шанувальників пригодницьких ігор. Було спрощено ігрові механіки, скорочено обсяг діалогів, а головним дизайнером персонажів став Юске Кодзакі, відомий як манґака. Гру вперше анонсували у 2017 році під робочою назвою Project: Psync, а офіційно представили на виставці Anime Expo 2018 року. Реліз відбувся у вересні 2019 року для Nintendo Switch, PlayStation 4 та Windows, а у вересні 2021 року — для Xbox One.
Гра отримала позитивні відгуки критиків, зокрема за сюжет, художній стиль та персонажів, хоча деякі рецензенти критикували тональність та механіку головоломок методом спроб і помилок. У 2022 році вийшло продовження — AI: The Somnium Files – Nirvana Initiative.

## Сетинг
Події гри розгортаються в недалекому майбутньому в Токіо, де детектив та агент секретного підрозділу ABIS Канаме Дате розслідує злочини, проникаючи у сни підозрюваних за допомогою технології «Psyncing». Йому допомагає штучний інтелект Айба, вбудований у його кібернетичне око.

## Сюжет
У лівій гілці сюжету Дате спершу підозрює Ренджу у вбивстві Шоко, але вже наступного дня знаходить його мертвим із вирізаним оком. Справу пов’язують із новою серією «Вбивств Циклопа», що повторюють злочини шестирічної давнини. Розслідування приводить Дате до Айріс, яку намагаються вбити, а також до підозр щодо політика Со Седжіми. У маршрутах Оти й Мідзукі герої рятують Айріс, але загадка лишається нерозкритою: в одному випадку підозрюють Айріс, в іншому — знаходять ДНК-докази провини Седжіми, і Дате з Мідзукі проникають до його маєтку, де Дате вбиває його. У маршруті «Знищення» Дате не встигає врятувати Айріс і Оту, дізнається, що справжнім убивцею є Сайто, син Седжіми, який за допомогою експериментальної машини змінювався тілами зі знайомими Дате, вбиваючи їх. Зрештою Дате усвідомлює, що перебуває в тілі Сайто, а його власне тіло належить в’язню №89, і навіть погодившись на обмін заради безпеки Хітомі, він не встигає врятувати її.
У правій гілці Дате намагається захистити Айріс після бачення її тіла у сні Мідзукі. Вона вірить, що він потрапив у паралельний світ, а згодом стверджує, що її переслідує таємне товариство Naixatloz. У її маршруті він намагається врятувати її через експериментальну машину, але вона помирає. У маршруті «Розв’язка» Дате дізнається від Хітомі, що Айріс має смертельну пухлину мозку та галюцинує. Розслідування приводить до розкриття старого вбивства Манако, подруги Хітомі, вчиненого Сайто, після чого Хітомі виховала дитину Манако — Айріс. Сайто, у тілі №89, викрадає Айріс і Хітомі, змушує Дате повернутися у своє тіло, і той згадує, що колись уже мінявся тілами, аби їх захистити. Друзі рятують заручниць, а Дате змушує Айбу самоліквідуватися, щоб убити Сайто. Через три місяці поліція оплачує операцію Айріс, і після її одужання Дате проводить із нею день пам’яті. Потайки Айбу відновлюють і повертають у його око.

## Розробка
AI: The Somnium Files була розроблена компанією Spike Chunsoft, сценаристом і режисером виступив Котаро Учікоші, а дизайнером персонажів — Юске Кодзакі. Учікоші запросив Кодзакі до роботи завдяки його міжнародній популярності та прагненню надати грі візуальний стиль, привабливий для світової аудиторії. Проєкт мав більший бюджет, ніж попередні роботи Учікоші, зокрема серія Zero Escape, що дозволило реалізувати авторський задум у більш повному обсязі. На відміну від Zero Escape, орієнтованої на інтенсивне використання катсцен, AI: The Somnium Files була створена насамперед для шанувальників пригодницьких ігор.
Дві ключові теми гри — очі та «різні типи й прояви кохання». Це відображено у вимові скорочення AI як eye та у значенні японського слова ai (愛) — «любов». Назва також відсилає до англійського займенника I, є скороченням від artificial intelligence («штучний інтелект»), а слово Somnium у підзаголовку походить від латинського «сон». Ідею використання проникнення у сни персонажів для розслідування злочинів запропонував Іідзука, і вона була прийнята Учікоші як основа ігрової концепції. Головоломки, засновані на розслідуванні, свідомо зроблені менш складними, ніж у серії Zero Escape, і описані Учікоші як сучасна інтерпретація стилю пригодницької гри Хідео Коджіми Policenauts (1994). Серед інших впливів відзначено EVE (1995) та The Silver Case (1999); Окада також згадував Life Is Strange (2015), Detroit: Become Human (2018), Heavy Rain (2010) і The Walking Dead (2012–2019) як джерела натхнення.
Вперше гру було представлено на закритому заході Game Developers Conference 2017 під робочою назвою Project Psync разом з ілюстрацією ока. Офіційний анонс відбувся наступного року на панелі Anime Expo 2018, де також був показаний перший тизер-трейлер із представленням персонажа Дате. У січні 2019 року Spike Chunsoft розпочала рекламну кампанію, створивши канали на YouTube та Twitter від імені персонажа Айріс.

### Реліз
Вихід гри відбувся 17 вересня 2019 року у Північній Америці, 19 вересня — у Японії та 20 вересня — в Європі для Nintendo Switch, PlayStation 4 і Windows з можливістю вибору англійської або японської озвучки. Окрім стандартного видання, було випущено Special Agent Edition, яке містило артбук, саундтрек, акрилову підставку з Айріс, набір наліпок і колекційну коробку. Через затримки у виробництві та підвищений попит фізична копія для Північної Америки надійшла у продаж 24 вересня 2019 року. Версію для Xbox One анонсували під час Tokyo Game Show 30 вересня 2021 року; того ж дня вона вийшла у цифровому форматі та стала доступною передплатникам Xbox Game Pass.

## Сприйняття
| Агрегатор  | Оцінка                   |
| ---------- | ------------------------ |
| Metacritic | (NS) 86/100 (PS4) 78/100 |

| Видання               | Оцінка |
| --------------------- | ------ |
| Famitsu               | 8.5/10 |
| GameSpot              | 8/10   |
| Hardcore Gamer        | 4.5/5  |
| Nintendo Life         | 8/10   |
| Nintendo World Report | 8/10   |

### Огляди
AI: The Somnium Files отримала загалом позитивні відгуки, згідно з даними агрегатора рецензій Metacritic, і стала 12-ю найкраще оціненою грою року для Nintendo Switch. Оглядачі високо відзначили сюжет та якість сценарію, зазначаючи, що він водночас є інтелектуально насиченим і стимулює до роздумів, залишаючись при цьому доступним і зрозумілим. Озвучення персонажів було охарактеризоване як «відмінне», причому актори, за словами критиків, змогли вдихнути життя у своїх героїв. Також схвальні відгуки отримали креативність і винахідливість сцен у сновидіннях, а також художнє оформлення та дизайн персонажів. Водночас окремі рецензенти висловили легку критику щодо деяких жартів із відтінком вульгарності, вважаючи їх не надто смішними та такими, що зображують Дате менш симпатичним і більше незграбним, ніж це, ймовірно, передбачалося.
У Японії гра не потрапила до топ-10 Media Create і топ-30 Famitsu за тиждень релізу. Версія для PlayStation 4 зайняла 27-ме місце з результатом у 2267 проданих копій, тоді як версія для Nintendo Switch посіла 33-тє місце з 1767 копіями у рейтингу Dengeki топ-50. Версія для ПК увійшла до переліку найуспішніших нових релізів місяця на платформі Steam.

### Нагороди
Гра була номінована на нагороду «Найкраща пригодницька гра» на церемонії Famitsu Dengeki Game Awards 2019.

## Продовження
Продовження, AI: The Somnium Files – Nirvana Initiative, вийшло у червні 2022 року для Nintendo Switch, PlayStation 4, Windows та Xbox One. Котаро Учікоші повернувся як сценарист, тоді як дизайнер і асистент режисера першої гри Акіра Окада зайняв посаду режисера.
No Sleep for Kaname Date – From AI: The Somnium Files, третю гру серії, було анонсовано під час презентації Nintendo Direct 27 березня 2025 року. Реліз відбувся 25 липня 2025 року для Nintendo Switch, Nintendo Switch 2 та Windows. Автором сценарію та режисером виступив Кадзуя Ямада, тоді як Учікоші вказаний у титрах як «режисер серії» та «супервайзер сценарію». Події гри розгортаються після сюжету першої частини та до подій Nirvana Initiative.